# Haus Töddinghausen
Das Haus Töddinghausen ist ein ehemaliger Rittersitz im Bergkamener Stadtteil Weddinghofen im Kreis Unna in Nordrhein-Westfalen.

## Geschichte
Erstmals erwähnt wird Haus Töddinghausen im Jahr 1253 in einer Urkunde des Bischofs Otto II von Münster.
Haus Töddinghausen war im Lauf der Jahrhunderte im Besitz der adligen Familien Heringen, Werminghausen, Haen, Galen, Ascheberg, Romberg und Recke, bis es zuletzt der Familie Bodelschwingh im nahe gelegenen Haus Velmede gehörte.
Die Burg wurde Anfang des 18. Jahrhunderts abgerissen, der Gutshof im 20. Jahrhundert. Heute ist die ehemalige Gutsanlage im Gelände Ecke Töddinghauser Straße/Turmweg nur noch zu erahnen.